# LoveWave
«LoveWave» —en español: «Ola de amor»— es una canción compuesta por Iveta Mukuchyan, Stephanie Crutchfield, Lilith Navasardyan y Levon Navasardyan, e interpretada en inglés por Iveta Mukuchyan. Se lanzó como sencillos el 30 de marzo de 2016 mediante AMPTV y Universal Music Denmark. Fue elegida internamente para representar a Armenia en el Festival de la Canción de Eurovisión 2016. Para promover la canción, se publicó un vídeo con música de acompañamiento coprotagonizado por Mukuchyan y la modelo sueca Ben Dahlhaus.

## Videoclip
El videoclip de «LoveWave» se grabó por separado en Alemania y Armenia, y cuenta con Mukuchyan y la modelo sueca Ben Dahlhaus, que vive en Alemania y es conocida por su trabajo con famosas marcas de moda. Es la producción de la Televisión Pública de Armenia y de Black Sheep, Alemania. El 19 de febrero de 2016, se subió un prelanzamiento de la canción de 18 segundos en el canal de Mukuchyan, y el vídeo oficial se estrenó hasta el 2 de marzo de ese año. Días más tarde, el 25 de marzo, se subió un vídeo oficial con la letra de la canción en su canal.

## Festival de Eurovisión

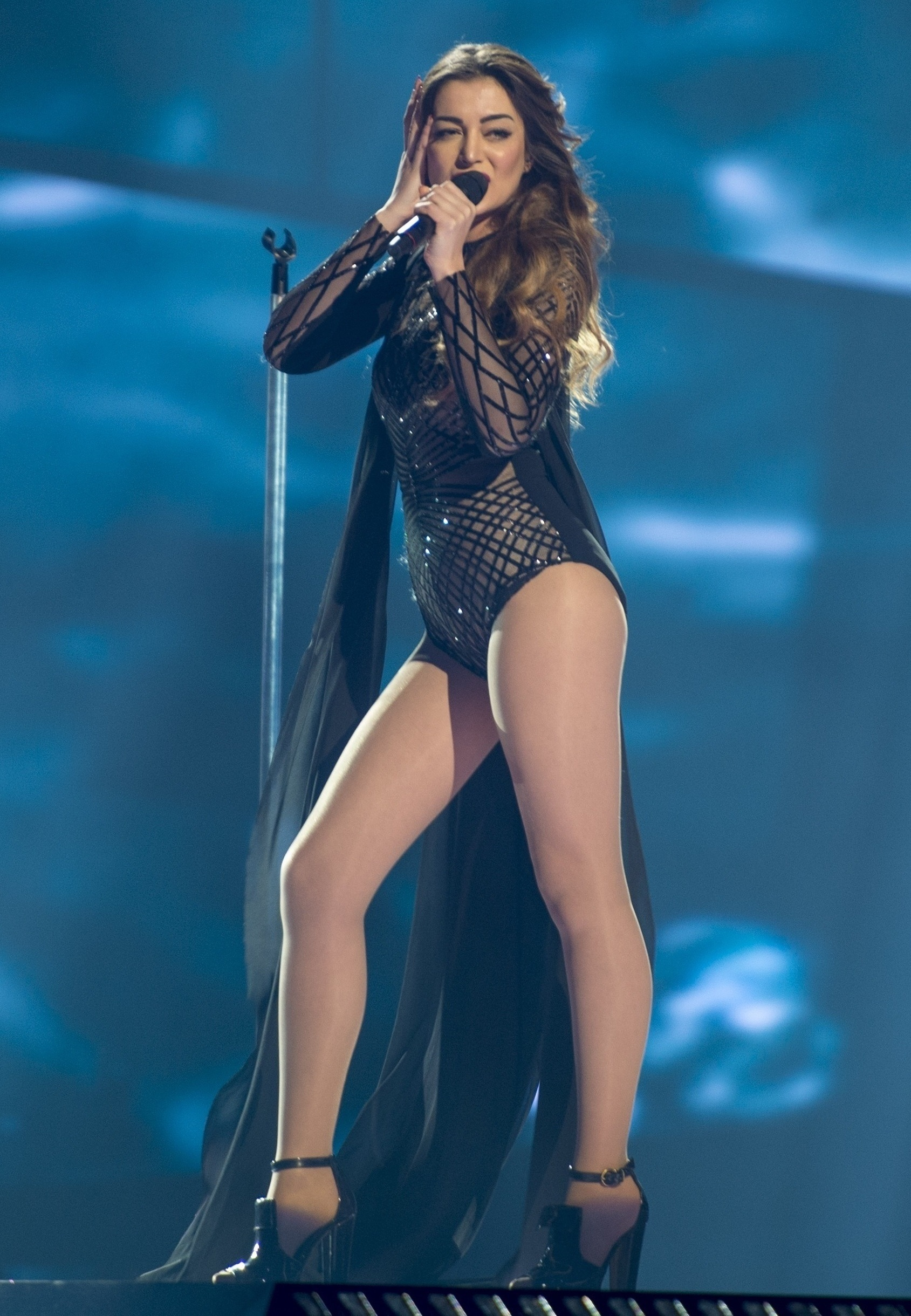
Mukuchyan interpretando la canción durante un ensayo antes de la semifinal del Festival de la Canción de Eurovisión 2016.

### Elección interna
El 13 de octubre de 2015, la Televisión Pública de Armenia anunció a Mukuchyan como la representante armenia en el Festival de la Canción de Eurovisión 2016 en Estocolmo, Suecia. Ese mismo día, se anunció un concurso abierto para compositores de todo el mundo, para así elegir la canción a interpretar en el Festival de Eurovisión. El 31 de diciembre de 2015, el canal oficial de Eurovisión de YouTube subió un video, en el que Mukuchyan dijo: «Hemos recibido canciones de Canadá, los Estados Unidos, Suecia, Armenia, Alemania — casi todas partes. Tuvimos canciones increíbles y fue muy difícil decidir cuál elegir. Quiero agradecer a todos los compositores y productores.» En el vídeo también reveló que habían elegido la canción, declarando: «La que hemos elegido llegó profundamente a mi corazón. Ni siquiera sabía que una canción podría afectarme así.»
El 19 de febrero de 2016, el título de la canción y el lanzamiento se anunciaron. La letra de «LoveWave» la escribieron Mukuchyan y Stephanie Crutchfield, mientras que la canción fue compuesta por Lilith Navasardyan y Levon Navasardyan. El 2 de marzo de 2016, la canción se estrenó en la Televisión Pública de Armenia, después de lo cual fue subida al canal oficial de Eurovisión en YouTube. Más tarde, el 30 de ese mes, la canción se publicó para descarga digital en iTunes como sencillo. También se estrenó un remix oficial de la canción por RHANNES el 4 de mayo de 2016.

Quería cantar sobre un sentimiento que todos conocemos y deseamos. Un sentimiento que crea y destruye, da poder y debilita, rasga y completa. Un sentimiento fuera del espacio y el tiempo, que es impredecible como un océano y poderoso como una ola. Un sentimiento por el que vale la pena luchar. El amor.
Mukuchyan sobre «LoveWave».

### Festival de la Canción de Eurovisión 2016
Esta canción fue la representación armenia en el Festival de la Canción de Eurovisión 2016.
El 25 de enero de 2016, se organizó un sorteo de asignación en el que se colocaba a cada país en una de las dos semifinales, además de decidir en qué mitad del certamen actuarían.
Así, la canción fue interpretada en séptimo lugar durante la primera semifinal, celebrada el 10 de mayo de ese año, precedida por los Países Bajos con Douwe Bob interpretando «Slow down» y seguida por San Marino con Serhat interpretando «I didn't know». Durante la emisión del certamen, la canción fue anunciada entre los diez temas elegidos para pasar a la final, y por lo tanto cualificó para competir en esta. La canción había quedado en segundo puesto de 18 con 243 puntos.
Días más tarde, durante la final celebrada el 19 de mayo de 2016, la canción fue interpretada en 26º lugar (último), precedida por Reino Unido con Joe & Jake interpretando «You're not alone». Finalmente, la canción quedó en 7º puesto con 249 puntos.

## Formatos
| Descarga digital |            |          |  |
| N.º              | Título     | Duración |  |
| 1.               | «LoveWave» | 2:57     |  |

## Posicionamiento en listas

### Semanales
| País   | Lista             | Mejor posición |      |
| 2016   | 2016              | 2016           | 2016 |
| ------ | ----------------- | -------------- | ---- |
| Suecia | Sverigetopplistan | 13             |      |